# Élections municipales de 2002 en Gaspésie–Îles-de-la-Madeleine
Les élections municipales québécoises de 2002 se déroulent le 3 novembre 2002. Elles permettent d'élire les maires et les conseillers de chacune des municipalités locales du Québec, ainsi que les préfets de quelques municipalités régionales de comté.

## Gaspésie–Îles-de-la-Madeleine

### New Richmond
| Poste/District              | Élu            | Type d'élection |
| --------------------------- | -------------- | --------------- |
| Maire                       | Nicole Appleby | Scrutin         |
| Taux de participation: 54 % |                |                 |